# Takahiro Tamura
Takahiro Tamura (田村高廣, Tamura Takahiro) est un acteur japonais né le 31 août 1928 et mort le 16 mai 2006.

## Biographie

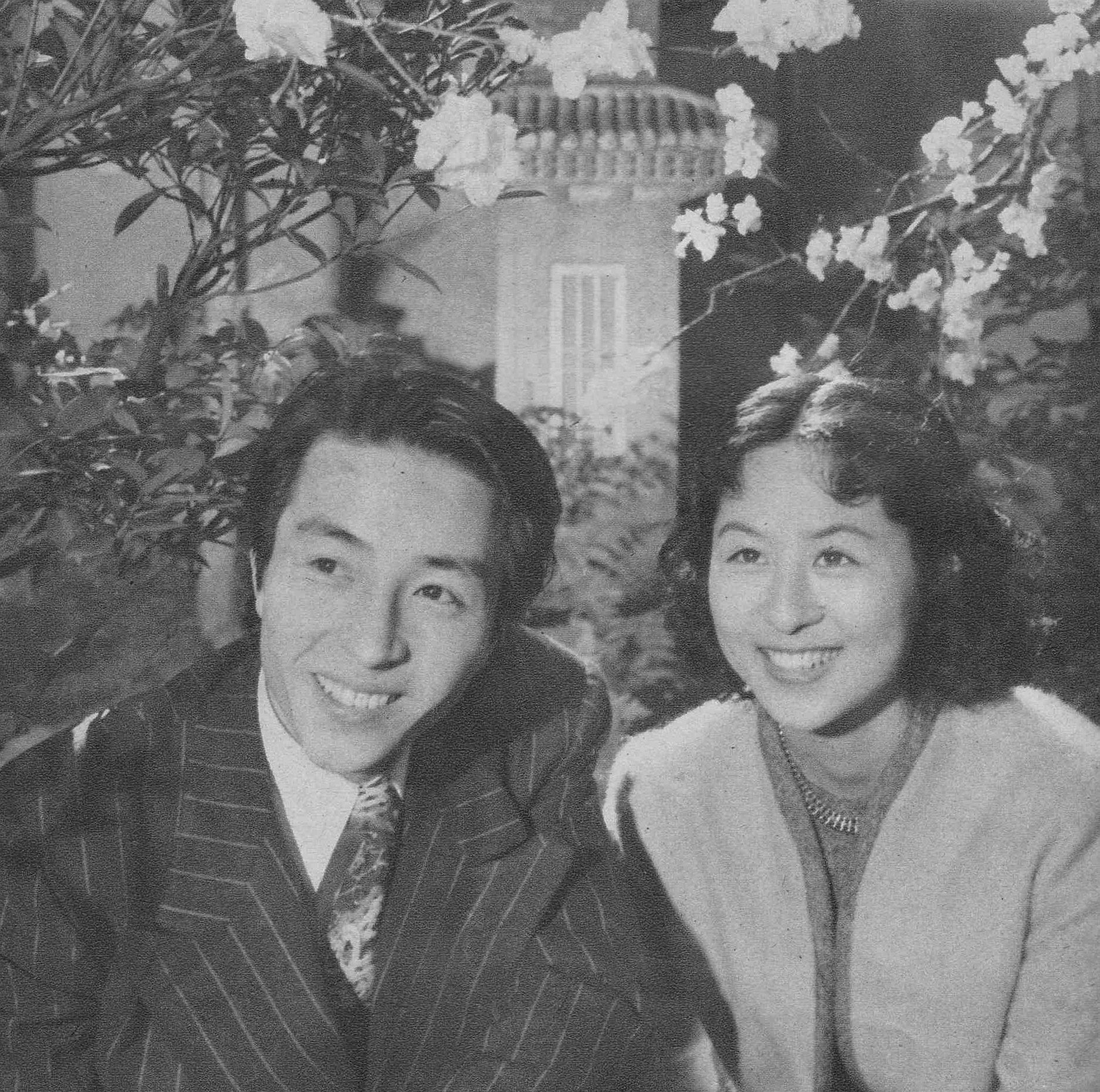
Takahiro Tamura et Kyōko Kagawa en 1954.

Takahiro Tamura est né en 1928 à Kyoto dans une famille d'acteurs, il est le fils de Tsumasaburō Bandō et le frère ainé de Masakazu Tamura et Ryō Tamura (en). Il fait ses études à l'université Dōshisha.
Takahiro Tamura commence sa carrière en 1954 dans le film Le Jardin des femmes (Onna no sono) de Keisuke Kinoshita. Il interprète le rôle de Mitsuo Fuchida dans le film Tora ! Tora ! Tora ! en 1970.
Il a tourné dans plus de 160 films entre 1954 et 2003.

## Filmographie partielle
- 1954 : Le Jardin des femmes (女の園, Onna no sono?) de Keisuke Kinoshita

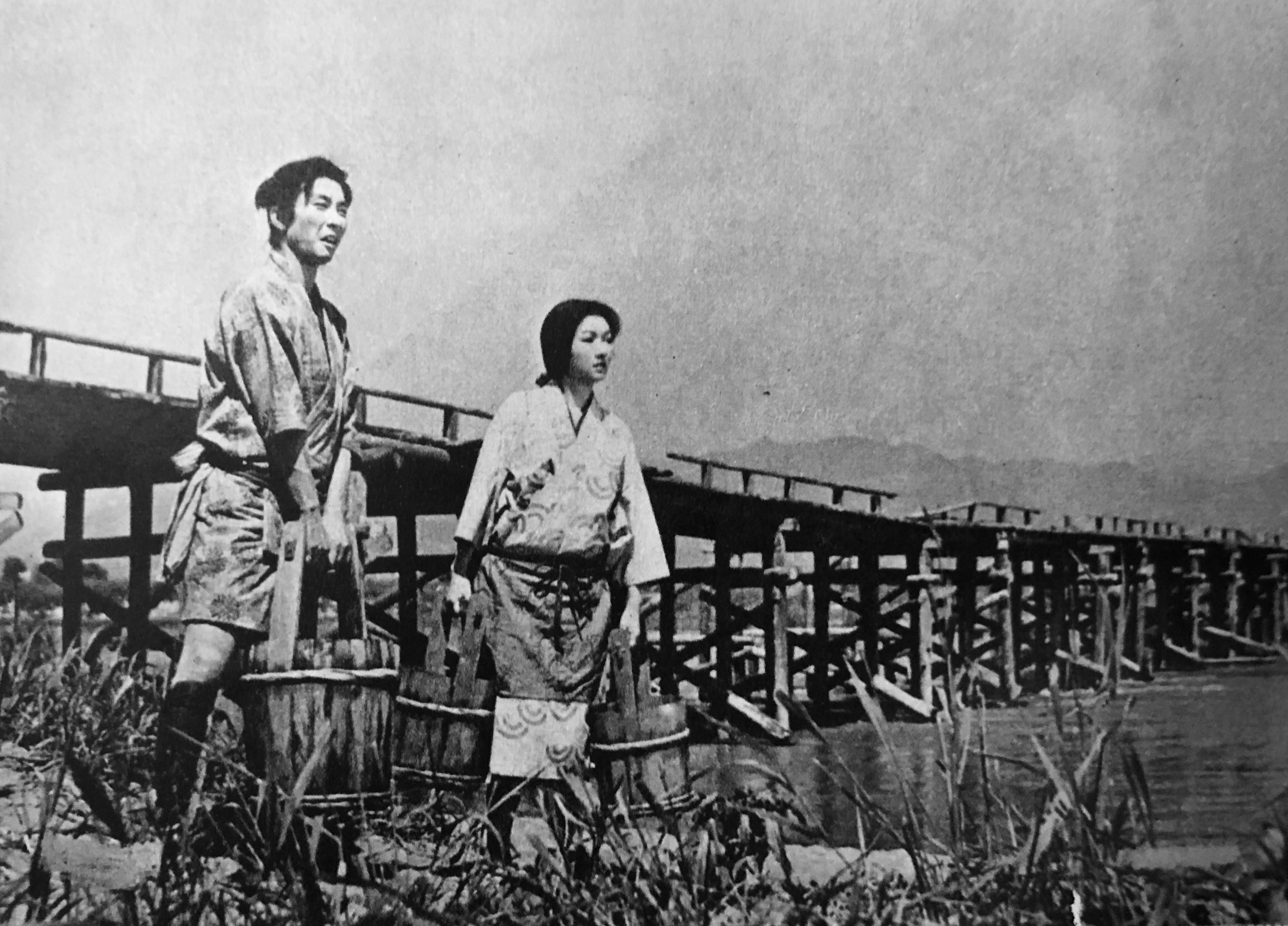
Takahiro Tamura et Hideko Takamine dans La Rivière Fuefuki (1960).

- 1954 : Vingt-quatre prunelles (二十四の瞳, Nijūshi no hitomi?) de Keisuke Kinoshita : Isokichi
- 1955 : Comme une fleur des champs (野菊の如き君なりき, Nogiku no gotoki kimi nariki?) de Keisuke Kinoshita
- 1957 : Samurai Nippon (侍ニッポン?) de Tatsuo Ōsone
- 1958 : Le Guet-apens (張込み, Harikomi?) de Yoshitarō Nomura
- 1960 : La Rivière Fuefuki (笛吹川, Fuefuki-gawa?) de Keisuke Kinoshita : Sadahei
- 1964 : Adauchi (仇討?) de Tadashi Imai : Jubei Ezaki
- 1965 : La Femme de Seisaku (清作の妻, Seisaku no tsuma?) de Yasuzō Masumura : Seisaku Kamikaji
- 1965 : Le Soldat yakuza (兵隊やくざ, Heitai yakuza?) de Yasuzō Masumura : Arita
- 1967 : Le Banquet (宴, Utage?) de Heinosuke Gosho
- 1968 : Nemuri Kyōshirō onna jigoku (眠狂四郎女地獄?) de Tokuzō Tanaka : Naruse Tatsuma
- 1969 : Shinsen gumi (新選組?) de Tadashi Sawashima
- 1969 : Akage (赤毛?) de Kihachi Okamoto : Sagara Sōzō
- 1970 : Tora ! Tora ! Tora ! de Richard Fleischer, Kinji Fukasaku et Toshio Masuda : commandant Mitsuo Fuchida
- 1972 : Goyōkiba (御用牙?) de Kenji Misumi
- 1973 : Le Temps de la mémoire (青幻記 遠い日の母は美しく, Seigenki: Tōi hi no haha wa utsukushiku?) de Tōichirō Narushima[3]
- 1974 : Les Derniers Samouraïs (狼よ落日を斬れ, Ōkami yo rakujitsu o kire?) de Kenji Misumi : Mohei Ikemoto
- 1975 : Meurtre à huis clos (本陣殺人事件, Honjin satsujin jiken?) de Yōichi Takabayashi
- 1978 : L'Empire de la passion (愛の亡霊, Ai no borei?) de Nagisa Ōshima : Gisaburo
- 1979 : Nichiren (日蓮?) de Noboru Nakamura : Shigetada
- 1979 : Shōdō satsujin: Musuko yo (衝動殺人 息子よ?) de Keisuke Kinoshita : Hirayama
- 1980 : Dōran (動乱?) de Shirō Moritani : Kanzaki
- 1980 : La Tuile de Tenpyo ou Un océan à traverser (天平の甍, Tenpyō no iraka?) de Kei Kumai
- 1980 : Chichi yo haha yo! (父よ母よ！?) de Keisuke Kinoshita
- 1980 : Haru kanaru sōro (遙かなる走路?) de Jun'ya Satō
- 1981 : La Rivière de boue (泥の河, Doro no kawa?) de Kōhei Oguri : Shinpei Itakura
- 1986 : La Mer et le Poison (海と毒薬, Umi to Dokuyaku?) de Kei Kumai : professeur Hashimoto
- 1988 : Sur la route de la soie (敦煌, Tonkō?) de Junya Satō : Tsao Yanhui
- 1989 : Four Days of Snow and Blood (226, Ni ni roku?) de Hideo Gosha : Sohei Yuasa
- 1996 : L'Homme qui dort (眠る男, Nemuru otoko?) de Kōhei Oguri : Denjihei
- 2002 : Une lettre de la montagne (阿弥陀堂だより, Amidado dayori?) de Takashi Koizumi

## Distinctions
Sauf indication contraire, les informations mentionnées dans cette section peuvent être confirmées par la base de données cinématographiques IMDb,  présente dans la section « Liens externes ».

### Décoration
- 1991 : Médaille au ruban pourpre

### Récompenses
- 1966 : prix Blue Ribbon du meilleur second rôle masculin pour Le Soldat yakuza[4]
- 1982 : prix Mainichi du meilleur acteur pour La Rivière de boue[5]
- 2007 : prix spécial de la Japan Academy pour l'ensemble de sa carrière[6]

### Nomination
- 1981 : prix du meilleur acteur dans un second rôle pour Chichi yo haha yo!, Haru kanaru sōro et La Tuile de Tenpyo aux Japan Academy Prize[7]